# Fontana (Cella Dati)
Fontana è una frazione del comune cremonese di Cella Dati posta a sudovest del centro abitato.

## Storia
La località era un piccolo villaggio agricolo di antica origine del Contado di Cremona con 66 abitanti a metà Settecento.
In età napoleonica, dal 1810 al 1816, Fontana fu frazione di Pugnolo, ma recuperò l'autonomia con la costituzione del Regno Lombardo-Veneto.
Furono i governanti tedeschi nel 1828 a sopprimere definitivamente il comune di Alfeo annettendolo a quello di Pugnolo, poi confluito in Cella.